# انترویل (کارولینای جنوبی)
انترویل(به انگلیسی: Antreville) شهری در ایالت کارولینای جنوبی کشور ایالات متحده آمریکا است که جمعیت آن در سرشماری سال ۲۰۱۰ میلادی، ۱۴۰ نفر بوده‌است.